# Robert Lange
Robert John "Mutt" Lange (Mufulira, 16 de novembro de 1948) é um compositor e produtor musical britânico nascido na Zâmbia. É um dos mais bem-sucedidos produtores da história do rock, tendo produzido álbuns de artistas consagrados, tais como Def Leppard, AC/DC, Foreigner, The Cars, Bryan Adams, Savoy Brown e The Corrs. Seus projetos também incluem a produção de álbuns de sua ex-mulher, a cantora country canadense Shania Twain. O álbum Come On Over, de 1997, produzido por ele, é o mais vendido de uma artista feminina em todos os tempos. Além disso, ele trabalhou com a artista pop Lady Gaga, na canção Yoü and I (country e rock), em 2010.